# Лаури-Вольпи, Джакомо
Джакомо Лаури-Вольпи (итал. Giacomo Lauri-Volpi; 11 декабря 1892, Ланувио, Италия — 17 марта 1979, Бурхасот, Испания) — итальянский певец, лирико-драматический тенор с исключительным диапазоном голоса и выдающейся певческой техникой. Ученик Антонио Котоньи — любимого певца Дж. Верди. На протяжении сорока лет пел по всей Европе и Америке с исполнителями разных эпох — от Баттистини и Шаляпина до Марии Каллас и Монсеррат Кабалье.

## Карьера и оценка
Осиротел в 11 лет. Получил среднее образование в семинарии Альбано и закончил университет «Сапиенца», готовя себя к карьере адвоката. Высокую оценку знатоков получил выполненный им перевод с латыни юридического трактата Фомы Аквинского.
Начал работать над своим вокалом под руководством Антонио Котоньи (великого баритона XIX века) в Национальной академии Санта-Чечилия, но вынужден был отложить начало певческой карьеры в связи с началом Первой мировой войны. На фронте получил множество отличий, закончив  войну в звании капитана.
Успешно дебютировал на оперной сцене в роли Артуро в опере Винченцо Беллини «Пуритане» в городе Витербо 2 сентября 1919 года под псевдонимом Джакомо Рубини (в честь любимого тенора Беллини). Через четыре месяца (3 января 1920 года) он выступил в Римском оперном театре, на этот раз под своим именем, вместе с Розиной Сторкио и Эцио Пинца в опере «Манон» Жюля Массне.
В межвоенный период Лаури-Вольпи приобрел широкую известность благодаря своим выступлениям в миланском театре «Ла Скала». Вершина его карьеры пришлась на 1929 год, когда администрация театра предложила ему исполнить партию Арнольдо в постановке в честь столетнего юбилея оперы Россини «Вильгельм Телль». В том же году, 16 января, осуществил в Лондоне запись арии A te o cara, которая стала на многие десятилетия эталоном для исполнителей этого непростого произведения.
С 1923 по 1933 годы Лаури-Вольпи был также одним из ведущих теноров нью-йоркского театра «Метрополитен-опера», дав там в общей сложности 232 выступления. На протяжении этих десяти лет Лаури-Вольпи пел с Марией Ерица в американской премьере оперы «Турандот» Пуччини и с Розой Понсель в нью-йоркской премьере оперы «Луиза Миллер» Верди. Он настаивал, чтобы руководство театра платило ему не меньше, чем его сопернику Джильи, даже если разница составляла всего 10 центов. Когда после начала Великой депрессии руководство театра настаивало на сокращении заработков, Лаури-Вольпи и Джильи отказались  сотрудничать, покинули Нью-Йорк и вернулись в Италию.
Среди наиболее прославленных выступлений Лаури-Вольпи за пределами Италии, в частности, есть два сезона в Ковент-Гардене в 1925 и 1936 годах. До последней даты певец значительно расширил свой репертуар, постепенно перейдя от лирических ролей к более напряжённым драматическим партиям (включая Отелло). Однако в следующем десятилетии его голос стал проявлять первые признаки износа, теряя однородность. К счастью, его захватывающие верхние ноты оставались нетронутыми вплоть до начала 1950-х, когда он вместе с Марией Каллас покорил римскую публику в опере «Пуритане». 
Во время Второй мировой войны Лаури-Вольпи оставался в Италии, где его пением увлекался диктатор Бенито Муссолини, и пошёл добровольцем на фронт, за что Муссолини произвёл его в полковники. Вероятно, он был единственным оперным певцом мирового уровня, воевавшим в обеих мировых войнах. Помимо Джильи, конкуренцию ему в межвоенный период составляли Джованни Мартинелли, Аурелиано Пертиле, Франческо Мерли, Гальяно Мазини, Тито Скипа, Антонио Кортис и Ренато Дзанелли. 
После Второй мировой войны из-за связей с фашистским режимом Лаури-Вольпи пришлось оставить Италию и поселиться в Испании, на родине своей жены, сопрано Марии Рос (1891-1970). Его последнее публичное выступление состоялось в 1959 году в Риме (роль Манрико в опере Верди «Трубадур»). Затем давал мастер-классы для молодых вокалистов. Лаури-Вольпи умер 17 марта 1979 года в Бурхасоте, неподалеку от Валенсии, в возрасте 86 лет. Своим наследником и учеником он считал Франко Корелли.

## Вокальные данные и записи
Лаури-Вольпи славился способностью бесстрашно брать высокие ноты: с лёгкостью брал звонкие высокие «до», а иногда добирался и до «ре». Он виртуозно справлялся с заковыристыми вокальными пассажами, что редко встречается среди драматических теноров. Если Скипа был чистым лирическим тенором, а Джильи — лирическим с элементами «спинто», то Лаури-Вольпи — классический «спинто» — сочетал в себе мощь драматического тенора с гибкостью лирического. Соответственно, ему наиболее подходили такие партии, как Манрико в «Трубадуре», Калаф в «Турандот» и Радамес в «Аиде».
В 1920-х и 1930-х годах Лаури-Вольпи сделал ряд записей оперных арий на граммофонные пластинки для компаний «Fonotipia», «Brunswick», «Victor» и «HMV». Считается, что самые лучшие записи были сделаны для компаний «Victor» и «HMV». Судя по этим записям, в разгар своей славы он легко брал пронзительные высокие ноты, имел яркое вибрато.
В 1947 году он записал в Италии серию расширенных сцен из «Риголетто». Начиная с 1950 года принимал участие в записи некоторых полных опер. Среди них:
- «Богема» и «Луиза Миллер» (1951);
- «Трубадур» и «Фаворитка» (1954);
- «Гугеноты».

Последнюю сольную запись сделал на 82-м году жизни. Сохранились видеозаписи некоторых его выступлений, в том числе спетой без подготовки в 1970 году арии Nessun dorma. Также он сыграл самого себя в итальянском фильме «Песня солнца» («La Canzone del Sole»).
Лаури-Вольпи считался в оперном мире интеллектуалом и написал несколько книг. В наиболее известной он проводит анализ многих певцов и их вокальных техник. Русский перевод этой книги публиковался в 1972 году под названием «Вокальные параллели» и в 2011 году под названием «Параллельные голоса».

## Память о Лаури-Вольпи
Ассоциация «Collegium Musicum» организовала в 1987 году Международный конкурс оперных певцов имени Джакомо Лаури-Вольпи, который проводится раз в два года.